# Lobiacris catbalogana
Lobiacris catbalogana är en insektsart som beskrevs av Marius Descamps 1974. Lobiacris catbalogana ingår i släktet Lobiacris och familjen Chorotypidae. Inga underarter finns listade i Catalogue of Life.